# Tyrrhenus Labyrinthus
Tyrrhenus Labyrinthus es una formación geológica de tipo labyrinthus en la superficie de Marte, localizada con el sistema de coordenadas planetocéntricas a -15.38° latitud N y 101.69° longitud E, que mide 102.68 km de diámetro. El nombre fue aprobado por la Unión Astronómica Internacional en el año 2006 y hace referencia a una de las características de albedo en Marte.